# Anthony Pérez
Anthony Joseph Pérez Cortesía (Cumaná, 29 settembre 1993) è un cestista venezuelano.

## Carriera
Con il Venezuela ha disputato i Giochi olimpici di Rio de Janeiro 2016, i Campionati americani del 2017 e i Campionati mondiali del 2019.